# Kentucky Derby 1893
Kentucky Derby 1893 var den nittonde upplagan av Kentucky Derby. Löpet reds den 10 maj 1893 över 1,5 miles. Löpet vanns av Lookout som reds av Eddie Kunze och tränades av William McDaniel.
Förstapriset i löpet var 3 840 dollar. Sex hästar deltog i löpet.

## Resultat
| P | Häst        | Jockey                 | Tränare          | Land | Tid     |
| - | ----------- | ---------------------- | ---------------- | ---- | ------- |
| 1 | Lookout     | Eddie Kunze            | William McDaniel | USA  | 2:39.25 |
| 2 | Plutus      | Alonzo Clayton         |                  | USA  |         |
| 3 | Boundless   | Robert "Tiny" Williams | William McDaniel | USA  |         |
| 4 | Buck McCann | Charles A. Thorpe      | Robert Tucker    | USA  |         |
| 5 | Mirage      | Isaac Murphy           |                  | USA  |         |
| 6 | Linger      | Eddie Flynn            |                  | USA  |         |

Segrande uppfödare: Scoggan Brothers (KY)